# Caso Vladimiro Montesinos
El caso Vladimiro Montesinos fue un incidente que desató un conflicto político en Venezuela, entre la oposición y el gobierno presidido por Hugo Chávez, luego de conocida por la opinión pública la entrada y estadía clandestinas en territorio venezolano de Vladimiro Montesinos, prófugo de la justicia peruana. 
Este incidente desató además un conflicto diplomático entre los gobiernos de Venezuela y Perú, que se resolvió con la extradición de Montesinos por parte de las autoridades venezolanas al gobierno interino del Perú, presidido de manera interina por Valentín Paniagua. Las relaciones diplomáticas entre ambas naciones volvieron a la normalidad luego de que Alejandro Toledo tomó posesión de la presidencia en Perú.

## Antecedentes
Vladimiro Montesinos, quien había sido asesor político de Alberto Fujimori y era quien controlaba la inteligencia y seguridad nacional durante el gobierno de este último, apareció en unas grabaciones de video, conocidas luego como Vladivideo en las cuales se le veía sobornando a un parlamentario de la oposición y que, al hacerse públicas, desataron una grave crisis política que obligó al propio Fujimori a huir a Japón y a enviar su renuncia a la presidencia del Perú vía fax desde allí. Mientras tanto, Montesinos desapareció sin dejar rastro en momentos en que era ampliamente solicitado por la justicia peruana, habiendo sido acusado de diversos delitos como corrupción, tráfico de drogas y homicidio, entre otros.

## Hechos
Algunos rumores mencionaron que Montesinos se refugió en Panamá y después en Costa Rica en un yate con ayuda del magnate venezolano Gustavo Cisneros. Con el tiempo comenzaron a circular rumores de que Montesinos estaba refugiado en Venezuela sin permiso, ni asilo político; que posteriormente se confirmaron ciertos.
Durante ese período, representantes del gobierno peruano visitaron Venezuela en varias ocasiones; la agencia oficial de prensa de Perú informó que, en una de esas visitas, el ministro del Interior de ese país había entregado pruebas de la presencia de Montesinos en Venezuela al gobierno venezolano. Esa información no fue confirmada oficialmente por ninguno de los 2 gobiernos.
Después de acusaciones y fuertes críticas de la oposición y medios de comunicación venezolanos, más que las del propio gobierno y medios de comunicación peruanos, sobre el supuesto nexo de unión de Montesinos con funcionarios vinculados al gobierno de Chávez, y donde voceros del gobierno de este último negaban las denuncias sobre la estadía de Montesinos en territorio venezolano, este fue finalmente detenido por la policía venezolana.

## Consecuencias
En junio del 2001 Montesinos es encontrado en Venezuela y extraditado al Perú de forma secreta por el gobierno venezolano, alegando que era para proteger la propia vida de Montesinos. La oposición al chavismo siguió acentuando la crítica contra Hugo Chávez durante semanas después de la extradición, hasta que al final no se mencionó más el asunto, ni en Venezuela ni en el Perú y las relaciones diplomáticas nunca llegaron al extremo de la ruptura, como si sucedió en el caso Rodrigo Granda entre Colombia y Venezuela, que ha dejado secuela en las relaciones de ambos países.
La España de José María Aznar premió a la periodista Patricia Poleo que llevó a fondo el caso en los medios. Ella recibió el Premio Rey Juan Carlos de periodismo por su libro Tras las huellas de Montesinos. De acuerdo con Poleo, Montesinos llegó incluso a practicarse cirugía estética en una clínica en Caracas, con la finalidad de dificultar su reconocimiento físico.

## Polémicas
El chavismo ha mencionado que este caso fue el inicio del denominado «terrorismo mediático», en donde los medios de comunicación del país supuestamente toman posturas tendenciosas y difamatorias en contra del gobierno y de la paz social, así como durante el posterior Golpe de Estado del 11 de abril de 2002, en donde los medios venezolanos jugaron un papel protagónico. Según cálculos de los analistas las televisoras venezolanos ocupaban más del 90% de las informaciones sobre Montesinos las semanas anteriores y posteriores de captura y deportación, ya sea en informativos, programas de opinión o política. Los periodistas que denunciaron el caso fueron a su vez acusados del asesinato del fiscal Danilo Anderson.